# الكسندر جيمس كوين
الكسندر جيمس كوين (بالإنجليزية: Alexander James Quinn)‏ هو كاهن كاثوليكي أمريكي، ولد في 8 أبريل 1932 في كليفلاند في الولايات المتحدة، وتوفي في 18 أكتوبر 2013 في ويست ليك في الولايات المتحدة.